# Voetbalkampioenschap van het Ertsgebergte 1913/14
In 1913/14 werd het tweede voetbalkampioenschap van het Ertsgebergte gespeeld, dat georganiseerd werd door de Midden-Duitse voetbalbond. De competitie werd op 29 september opgericht in Schneeberg. Concordia Schneeberg werd kampioen en plaatste zich zo voor de Midden-Duitse eindronde. De club kreeg een pak rammel (14-0) van Chemnitzer BC.

## 1. Klasse
| Plaats | Club                            | Wed.           | W              | G              | V              | Saldo          | Ptn.           |
| ------ | ------------------------------- | -------------- | -------------- | -------------- | -------------- | -------------- | -------------- |
| 1.     | FC Concordia Schneeberg         |                |                |                |                |                | 25             |
| 2.     | FC Alemannia 1908 Aue           |                |                |                |                |                | 21             |
| 3.     | BV 1908 Thum                    |                |                |                |                |                | 18             |
| 4.     | FC Sachsen Annaberg             |                |                |                |                |                | 9              |
| 5.     | BC S.Vg. Niederschlema          |                |                |                |                |                | 8              |
| 6.     | FC Sachsen Schneeberg           |                |                |                |                |                | 7              |
| 7.     | VfB 1912 Geyer                  |                |                |                |                |                | 6              |
| 8.     | FC Sturmvogel Ehrenfriedersdorf |                |                |                |                |                | 6              |
| 9.     | FC Wacker Schwarzenberg         | Teruggetrokken | Teruggetrokken | Teruggetrokken | Teruggetrokken | Teruggetrokken | Teruggetrokken |

FC Sachsen Annaberg werd op 8 februari 1914 ontbonden
|  | Kampioen, geplaatst voor Midden-Duitse eindronde |
|  | Degradatie                                       |